# Csombor Teréz
Csombor Teréz (Alattyán, 1956. május 17. – Kecskemét, 2025. február 14.) Aase-díjas magyar színésznő, a Kecskeméti Katona József Nemzeti Színház örökös tagja.

## Életútja
Jászberényben, a Lehel Vezér Gimnáziumban érettségizett 1974-ben. Egerbe, a tanárképző főiskolára jelentkezett, kevés pont híján ugyan, de nem vették fel. 

„Jászberényben... a Bakki testvérek vezetésével több kórusban énekeltem egyszerre. A Palotássy János zeneiskolában zongorázni, énekelni és szolfézst tanultam. Érdekes, de mindig színésznő vagy énekesnő szerettem volna lenni! Bár komolyan sosem hittem, hogy sikerülhet!...Tanácstalanság vett erőt rajtam, szalad a szomszéd, apukámnak mondja: no, Miska! a jányod mehet színésznek, Szolnokon statisztákat keresnek! Ezt írta az újság! Elmentem, felvettek. Rögtön mindenbe belekerültem. Énekeltem a kórusban, a tánckarban profik közé tettek, kisebb karakter szerepekben kipróbáltak. Szuper 2 év volt. Bor József felfedezett, elküldött tanulni Pestre.”

1975-től a szolnoki Szigligeti Színházban játszott. 1981-ben diplomázott a Színművészeti Főiskola operett-musical szakán. Ezután a győri Kisfaludy Színházban játszott 1987-ig, majd két évig nem volt szerződése. 

„A Színművészeti Főiskola elvégzése után Bor József jött értem, s mivel ő Győrben volt igazgató akkor, hát odamentem. Nagyon hittem benne. A színművészeti operett-musical szakán Kazán István és Versényi Ida osztályában jártam. »Érdekes« évek voltak. Sikeresen zártam. Következett a nagybetűs élet, az igazi szakma. Nagyon jól éreztem magam Győrben. 6-8 szerep egy évadban, leginkább zenés, de volt próza is. A »Mona Marie mosolyáért« Váradi díjat kaptam, ami helyi viszonylatban igen előkelő volt.”

 1989-ben került a kecskeméti Katona József Színházhoz. Az évezredforduló után néhány évig a ceglédi Patkós Irma Művészeti Iskolában tanított. 2006 óta ismét Kecskeméten játszott. Főként operettprimadonna és szubrett szerepekben láthatta a közönség, de prózai darabokban is sikeres volt. Férje Orth Mihály, fia Orth Péter. Mindketten színészek.
2025. február 14-én hirtelen hunyt el. 2025. március 24-én búcsúztatták a Kecskeméti Katona József Színházban, majd március 31-én szülőfalujában, Alattyánban temették el.

## Fontosabb színházi szerepei
- Denise (Hervé: Nebáncsvirág)
- Iluska;  Mostoha (Kacsóh Pongrác: János vitéz)
- Stázi (Kálmán Imre: Csárdáskirálynő)
- Mabel; Karolin (Kálmán Imre: Cirkuszhercegnő)
- Ninon  (Kálmán Imre: Montmartre-i Ibolya)
- Sári (Kálmán Imre: Cigányprímás)
- Lucy (Bertolt Brecht – Kurt Weill: Háromgarasos opera)
- Zulejka (Huszka Jenő: Gül Baba)
- Arzéna (Johann Strauss: Cigánybáró)
- Adél  (Johann Strauss: A denevér)
- Marie (Claude Magnier: Mona Marie mosolya)
- Valencienne; Olga  (Lehár Ferenc: A Víg özvegy)
- Mária  (Huszka Jenő: Mária főhadnagy)
- Vadász Frici (Eisemann Mihály: Én és a kisöcsém)
- Marcsa (Szirmai Albert – Bakonyi Károly – Gábor Andor: Mágnás Miska)
- Ah-Wong, kisasszony (Ábrahám Pál: Viktória)
- Mi (Lehár Ferenc: A mosoly országa)
- Bessy (Jacobi Viktor: Leányvásár)
- Barbara (Fényes Szabolcs: Maya)
- Minnie  (Thornton Wilder – Michael Stewart – Jerry Herman: Hello, Dolly!)
- Belotte  (Leo Fall: Pompadur)
- Stéphanie  (Pierre Barillet – Jean-Pierre Grédy: A kaktusz virága)
- Erdődy Liza; Bozsena (Kálmán Imre: Marica grófnő)
- Eliza Doolittle (Alan Jay Lerner – Frederick Loewe: My fair Lady)
- Clarisse művésznő; Illésházy Agatha grófnő (Huszka Jenő: Lili bárónő)
- I. udvarhölgy (Huszka Jenő: Bob herceg)
- Bozsena hercegnő (Kálmán Imre: Marica grófnő)
- Vereske (Victorien Sardou – Émile Moreau: Szókimondó asszonyság)
- Árnika (Lázár Ervin: A kacsakirálylány)
- Gondos Magdolna (Tamási Áron: Énekes madár)
- Rozika (Móricz Zsigmond: Úri muri)
- Lenke (Molnár Ferenc: Doktor úr)
- Bora (Kovách Aladár: Téli zsoltár)
- Adrienne (Georges Feydeau: Megáll az ész!)
- Jacqueline (Marc Camoletti: Boldog születésnapot!)
- Giacinta, Filippo leánya (Carlo Goldoni: Nyári kalandozások)
- Emmi néni; ÉNy-i Boszorkány (L. Frank Baum – Schwajda György: Óz a nagy varázsló)
- Madame Rosaliguette (Arthur Kopit: Jaj. apu, szegény apu, beakasztott téged a szekrénybe az anyu s az én pici szívem szomorú...)
- Viktória (William Somerset Maugham – Nádas Gábor – Szenes Iván: Imádok férjhez menni)
- Fáskertiné, Laura anyja (Horváth Károly: Laura)
- Özvegy (Arisztophanész: Plutosz (A Gazdagság)
- Antónia (Dale Wasserman: La Mancha lovagja)
- Dr. Petypon-né (Gabriella) (Georges Feydeau: Osztrigás Mici – Dáma a Maximból)
- Nő (Spiró György: Prah)
- Arsinoé (középkorú hölgy, jó kapcsolatokkal) (Molière: Mizantróp – Az új embergyűlölő)
- Ernestina (Jerry Herman – Michael Stewart: Hello, Dolly!)
- Mamóka (Presser Gábor – Horváth Péter – Sztevanovity Dusán: A padlás)
- Florance (Neil Simon: Furcsa pár – Női változat)
- Csámpás Rozi (Rideg Sándor: Indul a bakterház)
- Thenardierné (Munkásnő, Szajha) (Victor Hugo – Claude-Michel Schönberg: A nyomorultak)
- Dorina (Tomao házvezetőnője) (Vajda Katalin: Anconai szerelmesek)
- Silvestra (Carlo Goldoni: Hebehurgya hölgyek)
- Angyalok karának vezetője (Cseke Péter – Kocsis L. Mihály : Újvilág passió)
- A bolond Anyja (Schwajda György: Ballada a 301-es parcella bolondjáról)
- Mutter (Tolcsvay László – Müller Péter – Bródy János: Doctor Herz)
- Bors néni (Nemes Nagy Ágnes – Novák János: Bors néni)
- Irma néni (nyugdíjas boszorkány) (Békés Pál – Mericske Zoltán: A kétbalkezes varázsló)
- Szereplő (Réczei Tamás: Amazonok (érzelmes zakatolás); Szabadság kórus)
- Kerekes Anna (Vitéz Miklós – Vadnay László – Márkus Alfréd: Meseautó)
- Hollunderné (Molnár Ferenc: Liliom)
- Lampitó (Arisztophanész – Zalán Tibor: Lüszisztraté)
- Hunyadiné (többszörös özvegy) (Zerkovitz Béla – Szilágyi László: Csókos asszony)
- Piroska nagymamája (Muszty Bea – Dobay András: MacVedel a kalózkísértet)
- Trixi (Bolba Tamás – Szente Vajk – Galambos Attila: Csoportterápia)
- Pollit Ida (Tennessee Williams: Macska a forró bádogtetőn)
- Betegtárs, Id Szperávia, Fegyőr nő, Tarzícia nővér (Réczei Tamás: Szabadság kórus)
- Rózsa (Fazekas István: A megvádolt)
- Főnővér (Ray Cooney: Család ellen nincs orvosság)
- Jang asszony, Jang Szun anyja (Bertolt Brecht: A jóember Szecsuánból)
- Emilie Mäch, Sawettka szubrett (Bertolt Brecht: Baal)
- Topánka néni (Németh Virág: Manóvizsga)
- Sabina, Giacinta nénikéje (Carlo Goldoni: Nyaralás)
- Jenny (Simon Gray: A játék vége)
- Az éleseszű Imecs Györgyné (Mikszáth Kálmán – Galambos Attila – Szente Vajk: A beszélő köntös)
- Anna anyja (Szörényi Levente – Bródy János: Kőműves Kelemen)
- Jutka (Gaetano Donizetti – Wolfgang Amadeus Mozart – Gioachino Rossini – Németh Virág: Túl az Óperencián)
- Kamilla kisasszony (Szigligeti Ede – Mohácsi István – Mohácsi János: Liliomfi)
- Nő I. (Elżbieta Chowaniec: Gardénia)
- Hajvásárló, Házvezetőnő, Párizsi öregedő szajha, 3.Munkásnő, Munkásnő, Kocsmás, Brigitte, Thenardierné, Szajha (Alain Boublil – Claude-Michel Schönberg: A nyomorultak)
- Olga, Kromov felesége (Lehár Ferenc: A víg özvegy)
- Irma néni, nyugdíjas boszorkány  (Békés Pál: A kétbalkezes varázsló)
- Szereplő (Kerékgyártó István: Rükverc)
- Angyal kar vezető (Cseke Péter – Kocsis L. Mihály: Újvilág passió)
- Donna Rosa, Serafina anyja (Gaetano Donizetti: A csengő)
- Schön Tóni (Eisemann Mihály – Békeffi István – Halász Imre: Egy csók és más semmi)
- Medve mama (Tóth Kata: A Jegesmedve szerelmese)
- Mrs. Soames (Thornton Wilder: A mi kis városunk)
- Mrs. Frencham (Ray Cooney – John Chapman: Ne most, drágám!)
- Anfisza, öreg dada (Anton Pavlovics Csehov: Három nővér)
- Jessie (Tim Firth: Naptárlányok)

## Filmek, tv
- Vasárnapi szülők (1980)
- Szókimondó asszonyság (színházi előadás tv-felvétele, 1987)
- Márió, a varázsló (2008)
- Igazából apa (2010)
- #Sohavégetnemérős (2016)
- Kojot (2017)
- Oltári csajok (2017)
- Tóth János (2018)
- A tanár (2018)
- Korhatáros szerelem (2018)
- Drága örökösök (2019–2020)
- Az unoka (2022)
- Átjáróház (2022)
- Drága örökösök – A visszatérés (2023–2024)
- Majdnem menyasszony (2024)
- Schwajda György: Ballada a 301-es parcella bolondjáról (színházi előadás tv-felvétele)

## Díjai és kitüntetései
- Váradi-díj
- Arany Rózsa Díj
- Miniszteri dicséret
- Az évad színésznője (több alkalommal)
- MASZK-díj (2016)
- Katona József-díj (2017)
- Aase-díj (2018)[4]
- Magyar Ezüst Érdemkereszt (2021)[5]
- Bács-Kiskun Megyei príma-díj (2018)
- A város kedvence (2015-2016)
- Patkós Irma Díj PRO CULTURA –( 2018)
- Színikritikusok Díja (Legjobb női mellékszereplő) – (2016)
- A Kecskeméti Katona József Színház örökös tagja (2024)[6]